# Campeonato Sudamericano de Voleibol Masculino de 2001
El Campeonato Sudamericano Masculino de Voleibol de 2001 fue la 24a edición del torneo, organizado por la Confederación Sudamericana de Voleibol (CSV). Se llevó a cabo en Cali, Colombia, del 6 al 8 de septiembre de 2001. El campeón clasificara a la  Copa Mundial.

## Equipos participantes
- Argentina
- Brasil
- Colombia
- Venezuela

## Campeón
| Brasil            |
| Campeón           |
| Brasil 23° título |

## Posiciones finales
| Pos | Equipo    |
| --- | --------- |
|     | Brasil    |
|     | Argentina |
|     | Venezuela |
| 4   | Colombia  |

## Clasificados alMundial de Voleibol de 2001
| Bandera de Brasil | Bandera de Argentina |
| Brasil            | Argentina            |